# Arnold Emch
Arnold Emch (* 24. März 1871 in Solothurn; † 22. Mai 1959 in Centreville) war ein schweizerisch-amerikanischer Mathematiker.

## Leben
Friedrich Arnold Emch, wie er mit vollem Namen hiess, war der Sohn von Albrecht Emch (* 12. Mai 1836 † 31. Oktober 1904) von Gossliwil (Kanton Solothurn), Bezirkslehrer, liberaler Kantonsrat und unter dem Pseudonym Feuerstein Verfasser von Gedichten und historischen Dramen. Arnold Emch wurde 1895 an der University of Kansas bei Henry Byron Newson promoviert (Projective Groups of Perspective Collineations in the Plane Treated Synthetically). Danach war er Professor für Darstellende Geometrie am Kansas State Agricultural College (der späteren University of Kansas) und ab 1905 Lehrer an der Kantonsschule in seiner Heimatstadt Solothurn.  Er war von 1911 bis 1939 Professor an der University of Illinois at Urbana-Champaign.
Emch ist für Beiträge zur Lösung der noch heute offenen Toeplitz-Vermutung  (Otto Toeplitz 1911) bekannt: es gibt für jede geschlossene Jordan-Kurve ein eingeschriebenes Quadrat (das heisst alle Ecken liegen auf der Kurve). Emch bewies sie für stückweise analytische Kurven wie Polygone. Er befasste sich mit projektiver Geometrie und algebraischen Flächen.
1908 war er eingeladener Sprecher auf dem Internationalen Mathematikerkongress in Rom (Der Rechenkünstler Winkler und seine Methoden).
1908 veröffentlichte er, zusammen mit seinem Bruder Hermann Emch, ein Buch «Reise- und Kulturbilder aus den Vereinigten Staaten von Amerika, insbesondere aus dem Fernen Westen». Sauerländer Verlag, Aarau 1908.

## Schriften
- An introduction to projective geometry and its applications; an analytic and synthetic treatment, Wiley 1905.